# United States Public Health Service Commissioned Corps

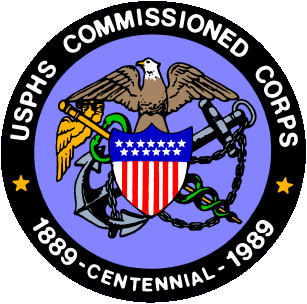

Das United States Public Health Service Commissioned Corps (Abk.: PHSCC) ist der Uniformed Service der United States Public Health Service.

## Organisation
Das PHSCC ist der United States Public Health Service (USPHS) untergeordnet. Es besteht aus mehr als 6.000 Ärzten, Krankenschwestern, Zahnärzten, Tierärzten, Wissenschaftlern, Ingenieuren und Fachkräften der Medizinalfachberufe. Es ist eines von nur zweien – das andere ist das NOAA Commissioned Officer Corps des National Oceanic and Atmospheric Administration – das nur aus Offizieren besteht, die weder Warrant Officers noch Unteroffiziere haben.

## Aufgaben
Offiziere von PHSCC dienen als Arztassistenten, Ärzte, Dentalhygieniker, Diätologe, Ergotherapeuten, Gesundheitsinformationstechnologen, Gesundheitsmanager, Ingenieure, Krankenschwestern, Logopäden, Medizinisch-technischer Experten, Optometristen, Pharmazeuten, Physiotherapeuten, Psychologen, Public Health Experten, Sozialpädagogen, Tierärzte, Umweltgesundheitsexperten, Wissenschaftler und Zahnärzte.
Sie dienen in Dienststellen der Agency for Healthcare Research and Quality, Agency for Toxic Substances and Disease Registry, Centers for Disease Control and Prevention, Centers for Medicare & Medicaid Services, Department of Agriculture, Department of Defense, Department of Homeland Security, Division of Immigration Health Services, Environmental Protection Agency, Federal Bureau of Prisons, Food and Drug Administration, Health Resources and Services Administration, Indian Health Service, National Institutes of Health, National Park Service, National Oceanic and Atmospheric Administration, Office of the Assistant Secretary for Health, Office of the Secretary of Health and Human Services, Substance Abuse and Mental Health Services Administration, Office of the Assistant Secretary for Preparedness and Response, United States Coast Guard und United States Marshals Service.
Mit Ausnahme der Militärgerichtsbarkeit, der sie nicht unterliegen, gelten für die Angehörigen alle Rechte und Pflichten eines Offiziers gemäß Militärgesetz, in USA dem Title 10 der US-Gesetzgebung. Im Dienst werden Uniformen getragen, die an die Uniform der US-Navy angelehnt, jedoch mit anderen Insignien bestückt sind. Die Commissioned Corps können mit Verordnung des US-Präsidenten militarisiert werden, unterstehen damit der Militärgerichtsbarkeit und können als Teil der Streitkräfte dann den Kombattantenstatus erhalten.

## Zugangsvoraussetzungen
Als Zugangsvoraussetzungen für Ärzte gilt Abschluss als Doktor der Medizin, ein abgeschlossenes Jahr der postgradualen medizinischen Ausbildung (z. B. Praktikum oder erstes Jahr der ärztliche Weiterbildung) und Approbation als Arzt.
Für Nurse Practioners gilt Master of Science in Krankenpflege und Approbation als Registered Nurse. Für Registered Nurses gilt Bachelor of Science oder Master of Science in Krankenpflege und Approbation als Registered Nurse.

## Dienstgrade
| Dienstgrad- Abzeichen       |                          |                         |                          |                      |                |                  |                           |                                                    |                 |                                            |
| Dienstgrade                 | Ensign                   | Lieutenant Junior grade | Lieutenant               | Lieutenant Commander | Commander      | Captain          | Rear Admiral (lower half) | Rear Admiral                                       | Vice Admiral    | Admiral                                    |
| Amts- Bezeichnungen (Ärzte) | Junior Assistant Surgeon | Assistant Surgeon       | Senior Assistant Surgeon | Surgeon              | Senior Surgeon | Medical Director | Assistant Surgeon General | Deputy Surgeon General * Assistant Surgeon General | Surgeon General | Unterstaatssekretär für Gesundheitsdienste |
| Quellen:                    |                          |                         |                          |                      |                |                  |                           |                                                    |                 |                                            |

Beim United States Public Health Service Commissioned Corps gibt es nur einen Admiral. Es ist der Assistant Secretary for Health des United States Public Health Service (USPHS). Das Commissioned Corps selbst wird durch einen Vizeadmiral, dem Surgeon General of the United States geführt.